# Arthur (película de 2011)
Arthur (titulada Arturo: millonario irresistible en Hispanoamérica) es una película de 2011 escrita por Peter Baynham y dirigida por Jason Winer. Es una nueva versión de la película homónima de 1981 (escrita y dirigida por Steve Gordon). Está protagonizada por Russell Brand, con Helen Mirren, Jennifer Garner, Greta Gerwig y Nick Nolte.

## Elenco
- Russell Brand como Arthur Bach.
- Helen Mirren como Lillian Hobson.
- Jennifer Garner como Susan Johnson.
- Greta Gerwig como Naomi Quinn.
- Luis Guzmán como Bitterman.
- Nick Nolte como Burt Johnson.
- Geraldine James como Vivienne Bach.
- Evander Holyfield como él mismo.
- Jennie Eisenhower como Alexis.
- Christina Calph como Tiffany.
- John Hodgman
- Skai Jackson como Niña

## Producción
En diciembre de 2008, Warner Bros. anunció que estaban desarrollando una nueva versión de la película de 1981 con Russell Brand. En febrero de 2009, se anunció que Peter Baynham, el escritor de Borat, estaba trabajando en un guion.
En marzo de 2010, se anunció que Jason Winer, más conocido por dirigir episodios de Modern Family, era elegido como director. Helen Mirren, quien había trabajado anteriormente con Brand en The Tempest (2010), se unió al elenco en abril. Greta Gerwig fue elegida como el interés amoroso de Arthur en mayo, con Nick Nolte y Jennifer Garner uniéndose al mes siguiente.
La ropa de Russell Brand fue inspirada por Lapo Elkann.